# Buszkoiana
Buszkoiana är ett släkte av fjärilar. Buszkoiana ingår i familjen fjädermott.
I Norden förekommer en art i släktet, Pestskråpsfjädermott Buszkoiana capnodactyla.